# تفويف
مأخوذ من قولهم برد مفوف لما على لون وفيه خطوط بيض على طول، التفويف عند أهل البديع أن يؤتى في الكلام بمعان متلائمة وجمل مستوية المقادير أو متقاربة المقادير كقول من يصف سحابا
وكقول عنترة
وكقول ابن زيدون
وكقول ديك الجن
فبعضه من مراعاة النظير وبعضه من المطابقة.